# SPLASH (モラドカンパニー)
SPLASH（スプラッシュ）は宮城県仙台市を拠点に活動する小中学生の女の子によるダンス＆ボーカルユニット、「東北発信源ユニット」をキャッチコピーに地域交流・貢献を活動目的としている。モラドカンパニー（旧名：仙台SOSモデルエージェンシー）所属。

## 概要
2006年3月に結成された。2007年5月5日にCDデビュー。ユニットとして各地のイベント出演や地元テレビへの出演の他、メンバーそれぞれが、テレビ、CM、ドラマ、モデルなどの活動も行っている。
モラドカンパニーは、ローカルメディアへのタレント・モデルの供給の他、鈴木京香や本郷奏多などを俳優として東京に輩出してきたが、アイドル・音楽関係での人材育成と地域密着を目指し、SPLASHが結成された。仙台市都心部で開催される主だった屋外イベント（主に勾当台公園で開催される）では、既になくてはならない存在に成長し地域密着が進んできている。育成面では、メンバーが各種オーディションから県外の仕事を得る例も出現してきている。
2010年、宮城テレビ 開局40周年記念事業のイメージキャラクターに起用され、テレビCM出演などで宮城県での認知度を大きく上げている。春の視聴率週間が「SPLASHウィーク」と名付けられるなど メインキャラクターとしても活動したほか、2011年には引き続き「ミヤテレ応援隊」としてクリネックススタジアム宮城（現：楽天koboスタジアム）で開催された東北楽天ゴールデンイーグルスの協賛試合「ミヤテレデー」等で活躍した。
2012年5月からはユニット名を「東北発信源ユニットSPLASH2012」とリニューアルして活動、2013年6月からはユニット名を戻し、同事務所所属のダンス&ヴォーカルユニットJEWEL（ジュエル）のメンバーを加えた暫定的な編成でイベント出演などの活動を行なった。8月にはNHKの連続テレビ小説『あまちゃん』と連動した「全国『あまちゃん』マップ！あなたの町おこしキャンペーン」で、宮城県をPRする「地元サポーター」に選出され、ふるさと自慢の情報発信のほか特設Webサイトやミニ番組での案内役を務めた。
2014年2月には初となる新メンバーオーディションの開催を発表、7月1日にJEWELのメンバーMIKU（ミク）、NONOKA（ノノカ）、ARU（アル）の3名が正式メンバーとなることが発表され、7月25日に開催された「2014 卸町ふれあい夏祭り」へのステージ出演より9期目の活動を開始、11月3日のイベント出演で新メンバーのMAYA（マヤ）を披露し5人編成となった。
2015年3月29日に開催された音楽工房MOXフリーライブへの出演を以て、KOTOMI、MIKU、NONOKA、ARU、MAYA、5名全員が卒業し、同年4月からのSPLASHの活動は休止状態となっている。

## 卒業したメンバーの一覧
- デフォルトでは卒業・脱退した日付順で配列。
- 初代メンバーについては、便宜上、ユニット結成の2006年3月を加入日付とした。以降のメンバーの加入年月日、卒業・脱退日については公式ブログ内で発表された日付に準じた。

| 名前    | 本名         | 生年月日 （現年齢）    | 加入年月日    | 卒業・脱退日 (発表日) 卒業イベント                                      | 備考                                                                                                   |
| ------- | ------------ | ---------------------- | ------------- | ----------------------------------------------------------------------- | --- |
| RISA    | 横山林沙     | 1991年5月19日（33歳）  | 2006年3月     | 2006年8月27日 ( - ) 24時間テレビ29ステージ出演                          | 初代メンバー『チェッカー＝笑顔チェック係』 埼玉県に引越した為、フェードアウト ミス日本2013「水の天使」 |
| NATSUKI | 鈴木菜月     | 1993年6月3日（31歳）   | 2006年3月     | 2007年4月 ( - ) 2007年4月以降フェードアウト                             | 初代メンバー『広報』担当 1stシングル「SPLASH」CDジャケットには記載                                     |
| KANA    | 澤田加奈子   | 1992年6月16日（32歳）  | 2006年3月     | 2007年8月31日 (2007年8月10日) 仙台オクトーバーフェスト2007              | 初代リーダー                                                                                           |
| SAYUKI  | 稲葉沙侑     | -                      | 2006年3月     | 2007年8月31日 (2007年8月10日) 仙台オクトーバーフェスト2007              | 初代メンバー『サービス』担当                                                                           |
| SONO    | 澤田園子     | 1994年8月8日（30歳）   | 2006年3月     | 2007年8月31日 (2007年8月10日) 仙台オクトーバーフェスト2007              | 初代メンバー『ご意見番』担当 KANA（澤田加奈子）とは姉妹                                                |
| MAYU    | 高橋真悠     | 1994年12月8日（30歳）  | 2006年3月     | 2009年3月28日 (2009年3月21日) ヒルサイドショップス&アウトレットイベント | 初代メンバー『タイムキーパー』担当                                                                     |
| RIKA    | 八島莉香     | 1995年12月6日（29歳）  | 2006年3月     | 2009年4月18日 (2009年4月13日) 仙台89ERS応援                             | 初代メンバー『お世話』担当 元テクプリリーダー                                                          |
| YUKINO  | 佐藤友紀乃   | 1994年12月19日（30歳） | 2006年3月     | 2009年4月18日 (2009年4月13日) 仙台89ERS応援                             | 初代メンバー『パシリン☆＝パシッと凜っと』担当 テクプリを経て現アイリスメンバー                         |
| NATSUKI | 兒島菜月     | 1996年2月19日（29歳）  | 2008年5月15日 | 2009年4月18日 (2009年4月13日) 仙台89ERS応援                             | SPLASH Jr.より昇格 元テクプリメンバー                                                                  |
| MOMOKA  | 米倉桃華     | 1995年8月28日（29歳）  | 2008年5月15日 | 2009年4月18日 (2009年4月13日) 仙台89ERS応援                             | SPLASH Jr.より昇格 テクプリを経て現アイリスメンバー                                                    |
| RIO     | 菅原梨央     | 1995年6月26日（29歳）  | 2008年5月15日 | 2009年4月18日 (2009年4月13日) 仙台89ERS応援                             | SPLASH Jr.より昇格 テクプリを経て現アイリスメンバー                                                    |
| RINA    | 大和里菜     | 1994年12月14日（30歳） | 2007年9月14日 | 2010年3月31日 (2010年4月7日) （動画による卒業報告）                     | SPLASH Jr.より昇格、元リーダー 元乃木坂46正規メンバー 2014年12月15日契約終了                           |
| MA-YA   | 中川茉綾     | 1995年10月10日（29歳） | 2008年5月15日 | 2011年5月1日 (2011年4月28日) 東日本大震災チャリティーライブ             | SPLASH Jr.より昇格                                                                                     |
| NANA    | 佐藤菜月     | 1995年9月15日（29歳）  | 2008年6月22日 | 2011年5月1日 (2011年4月26日) 東日本大震災チャリティーライブ             | SPLASH Jr.より昇格                                                                                     |
| KANA    | 嶺岸加奈     | 1995年10月25日（29歳） | 2008年5月15日 | 2011年5月1日 (2011年4月26日) 東日本大震災チャリティーライブ             | SPLASH Jr.より昇格                                                                                     |
| NAOKO   | 松田直子     | 1996年12月12日（28歳） | 2010年4月15日 | 2011年5月1日 (2011年4月26日) 東日本大震災チャリティーライブ             | SPLASH Jr.より昇格 2012年、米沢のご当地アイドルAi-Girlsに加入 2014年4月29日卒業                        |
| SABINA  | 佐々木サビナ | 1999年12月30日（25歳） | 2010年4月15日 | 2011年5月1日 (2011年4月29日) 東日本大震災チャリティーライブ             | 2012年5月に新メンバーとして復帰 同年8月31日に再度卒業                                                  |
| MARI    | 佐藤莉奈     | 1996年8月14日（28歳）  | 2009年4月13日 | 2012年3月31日 (2012年3月26日) ambitious music SHOWCASE Vol.2            | |
| RIKAKO  | 湯本理華子   | 1998年3月11日（27歳）  | 2009年4月13日 | 2012年3月31日 (2012年3月25日) ambitious music SHOWCASE Vol.2            | |
| JURIA   | 伊東ジュリア | 1999年1月27日（26歳）  | 2010年4月15日 | 2012年3月31日 (2012年3月22日) ambitious music SHOWCASE Vol.2            | |
| AMI     | 高橋亜実     | 1998年7月23日（26歳）  | 2011年5月25日 | 2012年12月 (-) 2012年12月以降フェードアウト                             | SPLASH Jr.より昇格                                                                                     |
| KIRARA  | 橋本きらら   | 2000年4月10日（24歳）  | 2011年5月25日 | 2014年3月29日 (2014年3月29日) ワンマンコンサート「持ち歌全曲やります!」 | SPLASH Jr.より昇格 2015年5月よりお掃除ユニット仙台CLEAR'Sで活動                                        |
| MOKA    | 中川萌香     | 2001年2月26日（24歳）  | 2012年5月4日  | 2014年3月29日 (2014年3月29日) ワンマンコンサート「持ち歌全曲やります!」 | 社内オーディションによる加入                                                                           |
| SAYAKA  | 紗也歌       | 1998年3月19日（26歳）  | 2012年5月4日  | 2014年4月19日 (2014年3月29日) 【Girls-attack!!】                        | 社内オーディションによる加入 2015年5月よりお掃除ユニット仙台CLEAR'Sで活動                              |
| MAKI    | 早坂真紀     | 2000年2月23日（25歳）  | 2011年5月25日 | 2014年4月19日 (2014年3月29日) 【Girls-attack!!】                        | SPLASH Jr.より昇格                                                                                     |
| KOTOMI  | 山﨑琴美     | 1999年12月22日（25歳） | 2011年5月25日 | 2015年3月29日 (2015年3月24日) 音楽工房MOXフリーライブ                   | 2015年5月よりお掃除ユニット仙台CLEAR'Sで活動                                                           |
| MIKU    | 藤原海来     | 2001年11月7日（23歳）  | 2014年7月1日  | 2015年3月29日 (2015年3月24日) 音楽工房MOXフリーライブ                   | 2015年5月よりお掃除ユニット仙台CLEAR'Sで活動                                                           |
| NONOKA  | 野乃香       | 2002年（ - ）          | 2014年7月1日  | 2015年3月29日 (2015年3月24日) 音楽工房MOXフリーライブ                   | 2015年5月よりお掃除ユニット仙台CLEAR'Sで活動                                                           |
| ARU     | 葛岡有       | 2002年2月17日（23歳）  | 2014年7月1日  | 2015年3月29日 (2015年3月24日) 音楽工房MOXフリーライブ                   | |
| MAYA    | 渥美摩弥     | 2000年8月24日（24歳）  | 2014年11月3日 | 2015年3月29日 (2015年3月24日) 音楽工房MOXフリーライブ                   | |

### SPLASH Jr.
SPLASH Jr.（スプラッシュ・ジュニア）とは、SPLASHの下部組織で、イベント時にSPLASHと一緒にステージに上がるバックダンサー。SPLASHのメンバーより年少者となっており、女子のみならず、男子も含まれる。「Jr.ファースト」「Jr.セカンド」に分かれており、SPLASHへのメンバー補充も行われている。「Jr.のクリスマスソング」というオリジナル曲も持つ。2007年12月16日（於音楽工房MOX）には、SPLASH抜きでJr.のみでライブイベントを行った
。

## 作品

### シングル
| 枚  | リリース日     | タイトル                        | カップリング                                                                              | 販売形態 | 規格品番  | 備考 |
| --- | -------------- | ------------------------------- | ----------------------------------------------------------------------------------------- | -------- | --------- | --- |
| 1st | 2007年5月5日   | それゆけ!みちのく               | 世界は女の子が変える 初恋占い60%                                                          | CD       | SORE-0001 | 1番～3番の歌詞にバージョン名がついている 1番「食材王国みやぎバージョン」 2番「歴史・文化・観光バージョン」 3番「地域交流バージョン」 キャッチコピーは「皆様、はじけまして、スプラッシュです。」 |
| 2nd | 2007年12月12日 | 天使からのメッセージ            | （カラオケバージョン） （オルゴールバージョン）                                           | CD       | SORE-0002 | SENDAI光のページェント2007公認ソング みやぎ蔵王えぼしスキー場 2007～2008シーズンキャンペーンソング                                                                                              |
| 3rd | 2008年6月22日  | 仙台七夕☆さま～っ(Summer)       | たからもの～君に逢えてよかった～                                                          | CD       | SORE-0003 | 仙台七夕まつり応援ソング |
| 4th | 2008年12月17日 | WINTER・CHANCE                  | スプラッシュのクリスマスソング                                                            | CD       | SORE-0004 | SENDAI光のページェント2008応援ソング みやぎ蔵王えぼしスキー場 2008～2009シーズンキャンペーンソング                                                                                              |
| 5th | 2012年6月20日  | キズナ～You're my best friend～ | あいのうた サクラ、フワリ たからもの～君に逢えてよかった～ （アコースティックバージョン） | CD       | AORD-0004 | |

CDデビュー前に、既に持ち歌が4曲あった。
- 「オハイエ」（とっておきの音楽祭テーマソング）-「MUSIC BREAKS BARRIERS!」(ohaie records)に収録済み
- 「世界は女の子が変える」
- 「それゆけ!みちのく」
- 「初恋占い60%」

この内、後3者をまとめてCDデビューに至った。

### タイアップ
- 「世界は女の子が変える」（2007年 - 、KIRA.TV）-「恋愛理想論」テーマソング

## 出演
- MAKE A SPLASH より[23]

### テレビ
- ふるさとサイエンス・ふしぎのトビラ（2006年4月 - 2011年3月、東北放送）
- OH!バンデス（2007年4月30日、ミヤギテレビ）- 生出演
- 北国からのコンサート2014[24]（2014年3月7日・8日、NHK総合東北ブロック、3月30日、NHK BSプレミアム）

### ラジオ
- Groovin'J（2007年5月3日、ラジオ3）
- AIRJAM Friday（2007年5月4日、Date fm）

### インターネットテレビ
- MUSIC RESUME（2007年 - 、KIRA.TV）
- みやぎの動画発見TV（2007年 - 、NET TV）

### イメージキャラクター・キャンペーン
- 仙台89ERS ブースターユニット（2008-2009年）
- 宮城テレビ放送 開局40周年記念事業イメージキャラクター（2010年）
- 宮城テレビ放送 イメージキャラクター「ミヤテレ応援隊」（2011年）
- 日本中が元気になる! 全国「あまちゃん」マップ あなたの町おこしキャンペーン 地元サポーター（NHK、2013年）

### イベント

#### 2015年
- 02月14日、【LIVE-ATTACK'15～Valentine's kiss～】0214（Hook-SENDAI）
- 03月28日、四丁目春の感謝祭 街頭ミニコンサート（仙台市一番町四丁目商店街・仙台三越前特設ステージ）
- 03月29日、音楽工房MOX フリーライブ（音楽工房MOX）